# Брегова охрана на Аржентина
Бреговата охрана на Аржентина (на испански: Prefectura Naval Argentina – P.N.A.) е въоръжена военна сила на Аржентина, под юрисдикцията на Министерството на сигурността, с основни задачи – защита на всички вътрешните плавателни реки и аржентинските териториални води.
Създадена е през 1810 г. По време на Фолкландската война през 1982 г., подразделения на Бреговата охрана вземат участие при провеждане на мисии на Фолкландските острови и в Южния Атлантик с кораби, самолети и хеликоптери, където изпълняват функции по патрулиране, поддръжка и логистика, спасяване на свалени пилоти и морски съдове.
Бреговата охрана разполага с 50 малки плавателни съда, 11 хеликоптера, 7 самолета и 15 000 войници.
Жандармерията е под контрола на главнокомандващ – президента на Аржентина и министъра на сигурността. Настоящият началник на Бреговата охрана е Оскар Адолфо.